# The Day of the Animals
The Day of the Animals (conocida en España y Latinoamérica como Un día de furia animal o El día de los animales) es una película de terror estadounidense de 1977, dirigida por William Girdler, y protagonizada por Christopher George y Leslie Nielsen en el papel antagónico.

## Sinopsis
Es una película de terror que tiene a los animales como protagonistas. Todo empieza cuando unos excursionistas se van al monte a pasar un día haciendo deporte y respirando aire puro, mientras ven a los animales salvajes.
Los animales salvajes suelen huir de los humanos, por lo que son muy difíciles de ver. Sin embargo, los excursionistas empiezan a notar algo raro, que se confirma de la peor manera posible.
Los animales salvajes comienzan a atacar a los excursionistas, que lo van a tener muy difícil para salir con vida, sobre todo si tenemos en cuenta que están en un medio hostil que no es el suyo.
Parece que la culpa de que los animales ataquen a los humanos la tiene una mutación, que se debe al agujero de la capa de ozono. La disminución de ozono ha hecho que a los animales les pase “algo”, que los convierte en peligrosos para las personas.
Se trata no solamente de un film de terror, sino no un reflejo dramatizado de un problema ecológico al que nuestro planeta está expuesto diariamente. En el inicio del film se puede apreciar la siguiente introducción:

"En junio de 1974 los doctores F.Sherwood y Mario Monina de la Universidad de California, sorprendieron al mundo científico al descubrir que los gases de fluorocarbono utilizados en los envases de aerosol esta dañando la capa de ozono que protege la Tierra.

Cantidades potencialmente peligrosas de rayos utravioletas están afectando nuestro planetas y a todas las criaturas vivientes.

Esta película dramatiza lo que podría suceder en un futuro cercano si continuamos sin hacer nada para evitar este daño a la capa con que la naturaleza protege la vida en este planeta"

## Elenco
- Christopher George como Steve Buckner.
- Leslie Nielsen como	Paul Jenson.
- Lynda Day George como Terry Marsh.
- Richard Jaeckel como el Prof. Taylor MacGregor.
- Michael Ansara como Daniel Santee.
- Ruth Roman como la Sra. Shirley Goodwyn.
- Jon Cedar como Frank Young.
- Paul Mantee como Roy Moore.
- Walter Barnes como	Ranger Tucker.
- Andrew Stevens como	Bob Denning.
- Susan Backlinie como Mandy Young.
- Kathleen Bracken como Beth Hughes.
- Bobby Porter como John Goodwyn.
- Michelle Stacy como la niña.
- Walt Gorney como Sam.
- Michael Andreas como el Sheriff Bert.
- Jan Andrew Scott como el piloto del helicóptero.
- Gil Lamb como el Viejo hombre en el bar.
- Garrison True como el anunciador de la TV.[2]